# Tony Batista (cầu thủ bóng đá)
Antonio Eduardo Furquim de Freitas Batista, hay Tony Batista (sinh ngày 25 tháng 9 năm 1992) là một cầu thủ bóng đá người Brasil thi đấu cho Leixões.

## Sự nghiệp câu lạc bộ
Anh ra mắt chuyên nghiệp tại Campeonato Brasileiro Série B cho Vila Nova vào ngày 16 tháng 7 năm 2014 trong trận đấu trước Boa.